# BAE システムズ・サーフェス・シップス
BAE システムズ・サーフェス・シップス・リミテッド (BAE Systems Surface Ships Ltd) は、BAE システムズ社が所有する海軍向けの造船および艦船維持支援の会社。
2008年7月1日にBAE システムズとVT グループの合弁事業であるBVT サーフェス・フリート (BVT Surface Fleet) が起源であり、BAE システムズ・サーフェス・フリート・ソリューションズとVT シップビルディングが合併によって設立された。

## 背景
イギリス国防省が作成した2005年の白書 (DIS) において、イギリスの軍艦造船能力を維持するためBAEとVTによる合弁事業の設立を推奨した。その見返りとして、今後15年の間、イギリス海軍から発注される大多数の軍艦を新設される合弁事業と契約することを公約した。また、VT グループ側の展望から合弁の根拠を釈明し、VTのCEOポール・レスターは、「起伏が多いビジネス」と述べた。その中では、VTとBAEの間で競争が発生していることも問題視された。
BAEとVTは2007年7月に枠組み合意の署名を行ったが、その後の協議で合弁事業の設立はクイーン・エリザベス級航空母艦の契約に大きく依存するという結論で2008年前期に終えた。
2008年5月20日にイギリス国防省はクイーン・エリザベス級航空母艦の建造を続行することを発表したため、両者は再び統合の準備に動き出した。同年6月11日にBAEはVTとの統合準備が完了したことを発表した。
2008年6月30日、VTでBAEとの統合が承認され、7月1日にBVT サーフェス・フリートが設立された。

## 社史

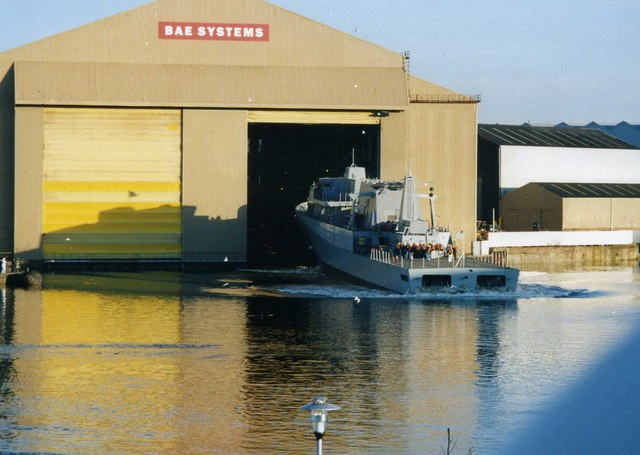
スコッツタウンの造船所で進水中のアルジェリア海軍向けナコダ･ラガム級コルベット

BVT サーフェス・フリートには、もう1つの合併事業として艦船の修理や整備、艦艇工学などを扱うフリート・サポート・リミテッド (Fleet Support Ltd) を子会社として得て、これはポーツマスに本社をおいた。BAEからクライド川（グラスゴー）にあるスコッツタウンとゴーヴァンの造船所、VTはポーツマスにあるVT シップビルディングとVT ハルマティックの造船所をBVT サーフェス・フリートに譲渡された。しかし、これらの合弁事業への移行において、BAE システムズ・サブマリン・ソリューションズは含まれなかったため、VTはBAEからフラッグシップ・トレーニング・リミテッド (Flagship Training Ltd) の株式50%を得て、VT フラッグシップ・リミテッド (VT Flagship Ltd) として子会社化した。
2009年9月24日にVT グループはBAE システムズに3億4600万ポンドでBVTの株式を売却することで合意し、10月30日にBVT サーフェス・フリートはBAE システムズ・サーフェス・シップスへと社名を変えた。

## 製造

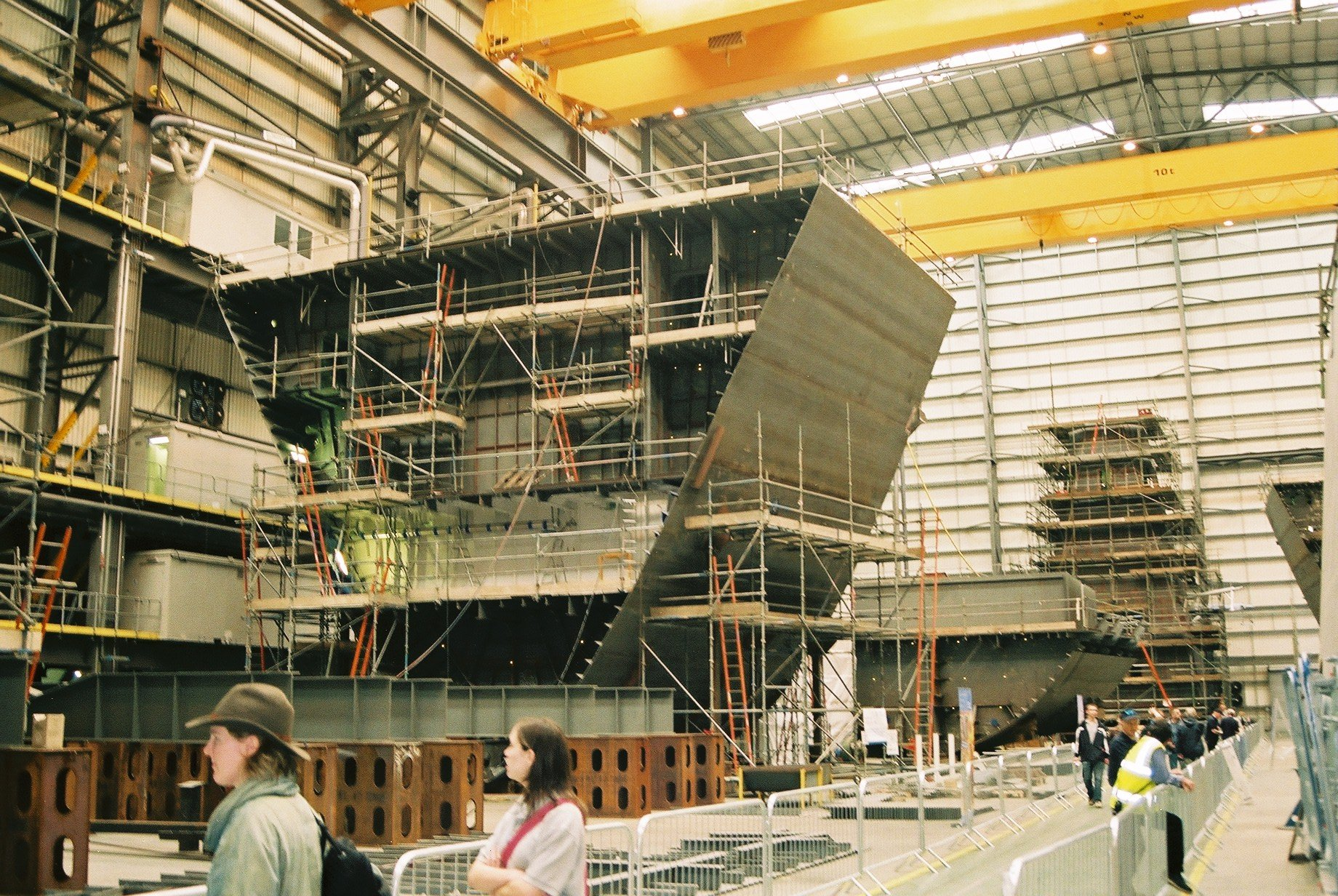
ポーツマスの造船所で建造中のドーントレス (D33)

BVTはクイーン・エリザベス級航空母艦の作業負担40%を請け負うことになっている。かつてのVT社のポーツマスでブロック2、BAEのバローでブロック3、ゴーヴァンで船体ブロック4がそれぞれ建造される。
45型駆逐艦の建造もなされ、BVTでデアリング (D32)、ドーントレス (D33)、ダイヤモンド (D34)、ドラゴン (D35)を進水させた。BAE傘下のサーフェス・シップスへ引継ぎ後もディフェンダー (D36)とダンカン (D37)を建造中である。
BAEは国防省とフューチャー・サーフェス・コンバタント (Future Surface Combatant) の計画として次世代フリゲートの開発を請け負い、細部の仕様まで開発は進行中である。
子会社のフリート・サポートは軍艦や商船の修理や整備を請け負っており、合併前にはカナダ海軍へ売却されたヴィクトリア級潜水艦の再就役を行った実績がある。そして、チリ海軍の23型フリゲートやルーマニア海軍の22型フリゲートなど、かつてイギリス海軍から売却された軍艦の修理や近代化を行った。